# 로르 마노두
로르 마노두(프랑스어: Laure Manaudou, 1986년 10월 9일 - )는 프랑스의 수영 선수이다. 론주의 비예외르반(Villeurbanne)에서 프랑스인 아버지와 네덜란드인 어머니 사이에서 태어났다. 현재 400m 자유형(쇼트 코스)의 세계 기록을 보유하고 있으나 50m에서 세운 롱코스 기록을 잃었다.

## 2004년 하계 올림픽
2004년 아테네 올림픽에서 400m 자유형 금메달을 획득하자, 여자 수영에서 프랑스의 첫 금메달이며, 1952년 이래 프랑스 선수가 이긴 첫 수영 금메달이었다. 800m 자유형에서 2위를 하였는 데, 그 경주에서 마노두는 빠르게 시작하였으나 일본의 시바타 아이에 의하여 확장되고 말았다. 100m 배영에서 동메달을 따면서 미셸린 오스테르메이에에 이어 두 번째로 하나의 올림픽에서 3개의 메달을 딴 프랑스 여성 선수가 되었다.

## 2004년 유럽 선수권 대회
같은 해 마드리드에서 열린 유럽 수영 선수권 대회에서 100m 배영, 400m 자유형과 400m 혼계영을 우승하였다.

## 2005년 세계 선수권 대회
2005년 몬트리올에서 열린 세계 수상 선수권 대회에서 400m 자유형을 우승하였다. 마노두는 경주의 전반을 위한 세계 기록 속도 아래에 있었다. 후반에서 자신의 올림픽 라이벌 시바타에 의하여 도전을 받았다.

## 2006년 유럽 선수권 대회와 400m 자유형 세계 신기록
2006년 5월 12일 마노두는 4분 03.03초의 기록으로 재닛 에번스의 18년 세계 기록을 깼다. 그러고나서 2년 가까이 같은 기록을 보유하였다.
8월 6일 부다페스트에서 열린 유럽 선수권 대회에서 4분 02.13초로 자신의 세계 기록을 깨고 400m 자유형을 우승하였다. 800m 자유형(유럽 기록 함께), 200m 개인혼영과 100m 배영을 우승하기도 하였다. 또한 200m 자유형, 800m 자유형 계주, 400m 혼계영에서 동메달을 추가하였다.
4개의 타이틀과 함께 동독의 우테 게베니거(1981)와 헝가리의 에게르세기 크리스티너(1993)가 보유한 같은 수의 유럽 선수권 타이틀을 우승하는 기록을 균등하게 하였다.

## 2007년 세계 선수권 대회와 200m 자유형 세계 신기록
2007년 멜버른에서 열린 세계 선수권 대회에서 200m 자유형 세계 기록을 깼다. 400m 자유형에서도 우승하고, 100m 배영과 800m 자유형 은메달과 800m 자유형 계주 동메달을 획득하기도 하였다. 마노두는 800m 자유형 결승전에서 선두로 헤엄치면서 마지막 바퀴에 들어갔으나, 미국의 케이트 지글러가 결국 28cm 가장자리에 의하여 마지막 미터에서 마노두를 따라잡았다.

## 2008년 하계 올림픽
2008년 베이징 올림픽에서 마노두는 4년 전의 올림픽으로부터 자신의 성적을 수복할 수 없었다. 400m 자유형에서 강하게 시작하여 200m 마크에서 선두로 헤엄친 후 8위로 들어오고 말았다. 100m 배영에서는 7위로 오고, 200m 배영에서 메달을 희망하였으나 준결승 예선에서 마지막으로 오면서 탈락하고 말았다.

## 은퇴와 복귀
2009년 9월 17일 22세의 나이로 르파리지앵(Le Parisien) 신문을 통하여 수영으로부터 은퇴를 선언하였다.
24세의 나이로 다시 수영 훈련을 시작한 마노두는 2011년 7월 14일 복귀하여 조지아주 아덴에서 50m 자유형 개인 기록 25.93초를 세웠다.

## 2012년 하계 올림픽
마노두는 2012년 런던 올림픽에서 3종목 - 100m와 200m 배영, 400m 혼계영에 나갔다. 그녀는 3종목의 모두 첫 라운드 예선에서 탈락하였다. 하지만 8월 3일 자신의 남동생 플로랑이 50m 자유형 결승전을 우승하면서 그를 포옹하였다.

## 같이 보기
- 수영 자유형 200m 세계 기록 추이
- 수영 자유형 400m 세계 기록 추이
- 수영 자유형 800m 세계 기록 추이
- 수영 자유형 1500m 세계 기록 추이